# Rivière Fraser (rivière des Outaouais)
Pour les articles homonymes, voir Fraser.
La rivière Fraser est un affluent du lac des Quinze, coulant dans les municipalités de Laforce, Belleterre et de Latulipe-et-Gaboury, dans la municipalité régionale de comté (MRC) de Témiscamingue, dans la région administrative de l’Abitibi-Témiscamingue, au Québec, au Canada.
La rivière Fraser coule entièrement en territoire forestier. La foresterie constitue la principale activité économique de ce bassin versant ; les activités récréotouristiques, en second.

## Géographie

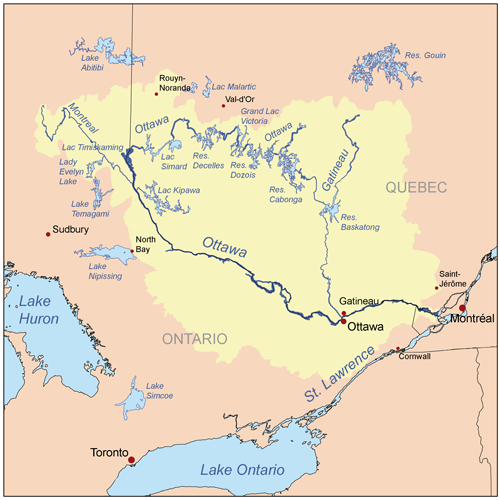
Bassin versant de la rivière des Outaouais

La rivière Fraser prend sa source à l’embouchure du lac Bonvalot (altitude : 316 m) dans la municipalité de Laforce.
L’embouchure du lac Fraser est localisée :
- au nord-est de l’embouchure de la rivière Fraser ;
- à l'est du lac Témiscamingue ;
- à l'est de l’embouchure du lac des Quinze (Barrage des Quinze) sur la rivière des Outaouais ;
- au sud-est du centre du village de Moffet ;
- au sud du lac Simard.

Les principaux bassins versants voisins de la rivière Fraser sont :
- côté nord : lac Grassy, lac des Quinze, rivière des Outaouais ;
- côté est : rivière Blondeau, rivière aux Sables, rivière Guillet ;
- côté sud : rivière des Bois, rivière McKenzie, rivière Saint-Amand, rivière Laverlochère, rivière des Lacs, lac Ostaboningue, lac Kipawa ;
- côté ouest : rivière Laverlochère, rivière à la Loutre, rivière McKenzie, lac Témiscamingue.

À partir de l’embouchure du lac Bonvalot (situé à l'ouest du lac), la rivière Fraser coule sur environ 33 km selon les segments suivants :
- vers le sud-ouest en traversant le lac Fraser sur sa pleine longueur (altitude : 307 m), jusqu’à son embouchure ;
- vers le sud-ouest jusqu’à un ruisseau (venant du nord) ;
- vers le sud, jusqu’à la décharge du Petit lac Fraser (venant de l’est) ;
- vers le sud-ouest, jusqu’à l’embouchure de la rivière Blondeau (venant du sud) ;
- vers le sud-ouest, jusqu’à l’embouchure de la rivière des Bois (venant du sud-est) ;
- vers le nord-ouest en recueillant les eaux du ruisseau Millejours (venant du nord-est), jusqu’à l’embouchure de la rivière McKenzie (venant du sud) ;
- vers le nord, en formant une courbe vers l'ouest et en passant sous le pont routier du chemin du 9e rang Ouest, jusqu’au Cours d’eau Beaulieu (venant du sud-est) ;
- vers le nord-ouest en traversant le village de Latulipe-et-Gaboury et en passant sous le pont routier de la rue Principale-Ouest, jusqu'à l’embouchure de la rivière[2].

La rivière Fraser se décharge sur la rive est de la baie Gillies du lac des Quinze lequel est traversé vers le sud-ouest, puis le nord-ouest, par la rivière des Outaouais.
Cette embouchure de la rivière Fraser est située :
- au sud-est de la Centrale des Rapides-des-Quinze situé à l’embouchure du lac des Quinze ;
- au sud-ouest du lac Simard ;
- à l'ouest du centre du village de Latulipe-et-Gaboury ;
- à l’est du Lac Témiscamingue ;
- au nord-est du centre-ville de Ville-Marie.

## Toponymie
Le toponyme rivière Fraser a été officialisé le 5 décembre 1968 à la Commission de toponymie du Québec, soit à la création de cette commission.